# Деркачев, Николай Григорьевич
Николай Григорьевич Деркачев (19 ноября 1926 — 4 ноября 2014) — передовик советского сельского хозяйства, общественный и хозяйственный деятель Советского Союза и Российской Федерации, председатель колхоза «Путь к коммунизму» Миллеровского района Ростовской области (1965—1987 гг.), почётный гражданин Миллеровского района Ростовской области (2009), участник Великой Отечественной войны.

## Биография
Родился 19 ноября 1926 года.
В 1941 году, в возрасте четырнадцати лет, начал свою трудовую деятельность обычным рядовым колхозником. В 1943 году был призван в ряды Красной Армии, на фронт. Участник Великой Отечественной войны. В Советской Армии находился до 1950 года. Демобилизовавшись, с 1950 по 1954 годы трудился в должности водителя, а с 1954 по 1958 годы работал инструктором райкома партии. В 1958 году назначен на должность заместителя председателя колхоза по культурно-массовой работе, секретарь парткома.
В 1969 году успешно завершил обучение в Донском сельскохозяйственном институте. Получил специальность — ученый-агроном.
С 1965 по 1987 годы возглавлял колхоз «Путь к коммунизму». За время его руководства этим сельскохозяйственным предприятием, колхоз был удостоен звания «Хозяйство высокой культуры земледелия Ростовской области». Выделены государственные средства на улучшение материально-технической базы и социально-бытовых условий. В это время в селе Туриловка, центральной усадьбе колхоза, была возведена вся необходимая инфраструктура: дом культуры, средняя школа, дорога, детский сад, фельдшерско-акушерский пункт, водопровод и многое другое.
В 1969 году по инициативе коллектива при поддержки председателя Деркачева в колхозе была создана и успешно работала первая на Дону женская тракторная бригада, которая принесла большую известность Миллеровскому району в масштабах Советского Союза. В растениеводстве была внедрена звеньевая систему организации труда с аккордно-премиальной системой оплаты труда.
Опыт работы колхоза «Путь к коммунизму» неоднократно представлялся на выставке достижений народного хозяйства в Москве. Председатель Деркачев награждён двумя серебряными медалями ВДНХ.
Неоднократно представлялся к награждению государственными наградами, почётными грамотами и благодарностями.
Выйдя на заслуженный отдых, Николай Григорьевич активно занимался общественными вопросами села и района. Являлся членом Совета ветеранов войны и труда Миллеровского района, возглавлял ветеранскую организацию Туриловского сельского поселения.
25 сентября 2009 года решение Собрания депутатов Миллеровского района № 57 был удостоен высокого звания «Почётный гражданин Миллеровского района».
Проживал в Миллеровском районе Ростовской области. Умер 4 ноября 2014 года.

## Награды
За трудовые успехи удостоен:
- Орден Октябрьской Революции
- Орден Отечественной войны II степени
- Орден Трудового Красного Знамени
- Медаль «За доблестный труд в Великой Отечественной войне 1941—1945 гг.»
- Медаль "Ветеран труда"
- другие медали.

- Почётный гражданин Миллеровского района Ростовской области (25.09.2009).